# Riera de Maldanell
La riera de Maldanell és un curs d'aigua de l'Urgell, tot i que es forma a la Conca de Barberà, prop de Belltall. Pren direcció sud-est a nord-oest i, després de passar per Rocallaura, Vallbona de les Monges i Llorenç de Rocafort, desaigua al riu Corb, prop de Maldà, després d'un recorregut d'uns 13 km.
Com a típic torrent mediterrani, sovint baixa seca.